# Безгин, Игорь Дмитриевич
Игорь Дмитриевич Безгин (1936—2014) — советский украинский театровед, организатор театрального дела, учёный, педагог, киноактёр.
Вице-президент Академии искусств Украины, доктор искусствоведения (1990), профессор (1992), академик Академии искусств Украины (1998).
Автор, соавтор, переводчик и научный редактор около 300 печатных работ и нескольких монографий. Также как автор и ведущий создал 15 телефильмов цикла «Академики. Жизнь в искусстве» на Первом национальном канале Украины.

## Биография
Родился 8 октября 1936 года в Харькове в семье инженеров.
Окончил Киевский инженерно-строительный институт (1960), Киевский институт театрального искусства им. И. К. Карпенко-Карого (1968), аспирантуру в Ленинградском институте театра, музыки и кинематографии (1974), докторантуру Киевской государственной консерватории им. П. И. Чайковского (1987).
В 1974 году Безгин основал кафедру организации театрального дела КГИТИ им. И. К. Карпенко-Карого (теперь КНУТКиТ) и возглавлял её более 30 лет. После его смерти кафедра названа его именем. Также работал директором группы киевской киностудии им. А. П. Довженко.
Работал директором киевских театров — ТЮЗа, театра кукол, театра им. И. Франко, заместителем министра культуры и искусств Украины (1995—1997). C января по ноябрь 1997 года был на научно-преподавательской работе в Нью-Йоркском университете (США).
Учёную стезю совмещал с киноискусством — в частности, исполнил немаловажную роль в последнем фильме классика итальянского экрана Франческо Рози «Перемирие» (1997; итал. La tregua).
Сын — нынешний ректор КНУТКиТ им. Карпенко-Карого Алексей Безгин (род. 1960), продолживший дело отца.
Умер 29 сентября 2014 года.

## Награды
- Заслуженный деятель науки Украины (1993).
- Лауреат Государственной премии Украины в области науки и техники (1999, за серию монографий «Украинская фалеристика и бонистика»), премии «Киевская пектораль» (2006) и премии им. Ивана Франко (2006).
- Награждён орденом «За заслуги» трёх степеней (1998[2], 2006[3], 2009[4]) и орденом князя Ярослава Мудрого V степени (2011).

## Фильмография
- 1969 — Сердце Бонивура — эпизод
- 1974 — Блокада — Новиков, генерал, начальник ВВС
- 1978 — День первый, день последний — эпизод
- 1980 — «Мерседес» уходит от погони — эпизод
- 1980 — От Буга до Вислы — эпизод
- 1988 — Помилуй и прости — эпизод
- 1990 — Распад — сбегающий партаппаратчик
- 1990 — Имитатор — Юрий Дмитриевич, чиновник
- 1997 — Перемирие (итал. La tregua) — Егоров
- 2007 — Эксперты